# The Body Electric
The Body Electric è un brano del gruppo canadese Rush, pubblicato dall'etichetta discografica Mercury Records nel 1984 come singolo discografico estratto dall'album Grace Under Pressure. Nella seconda facciata è presente Between the Wheels, anch'essa derivata dallo stesso album.

## Il disco
The Body Electric
Il testo di Peart include vari riferimenti letterari e cinematografici: il titolo del brano deriva dalla poesia di Walt Whitman I Sing the Body Electric; a sua volta lo stesso titolo è stato ripreso in un episodio de The Twilight Zone (stagione 3, episodio 100) tratto da un racconto di Ray Bradbury; il ritornello cita le cifre binarie 1-0-0-1-0-0-1 che corrisponde al numero decimale 73, cioè alla lettera ASCII “I”, proprio la lettera che è stata proibita nel libro Antifona di Ayn Rand. Il brano parla della lotta e della richiesta d'aiuto di un umanoide per “spezzare il codice”, “cambiare programma”, “modificare modalita” con lo scopo di emanciparsi sino a raggiungere l'identità umana.
Per il brano è stato realizzato un videoclip, diretto dai registi Rocky Morton e Annabel Jankel, che contiene immagini ispirate al film L'uomo che fuggì dal futuro di George Lucas e cita la "Allegoria della grotta" di Platone.
The Body Electric è anche il titolo di un cartone animato canadese del 1985, contenente riferimenti a questo brano e a altre composizioni dei Rush.
Erroneamente nel singolo il titolo del brano compare senza l'articolo “the”, cioè Body Electric.
The Body Electric è stata eseguita nei concerti dal vivo durante il Grace Under Pressure Tour del 1984 e il Clockwork Angels Tour del 2012/13, reperibile su disco nell'album tratto dallo stesso tour. 
Between the Wheels
Pezzo caratterizzato dalla chitarra molto movimentata di Lifeson. Nello spiegarne il testo Peart descrive le tre diverse modalità di interazione da lui individuate con la "ruota del tempo": la ruota raccoglie e porta avanti l'uomo; la ruota imbriglia e schiaccia l'uomo; la terza tipologia, quella descritta in Between the Wheels, vede l'uomo che non è influenzato dalla ruota, né in senso negativo né in senso positivo: esso procede più lentamente della ruota del tempo e la vita scorre via più in fretta della persona stessa che è quindi passiva. 
Il passaggio del testo ”Another lost generation” è una citazione di Gertrude Stein utilizzata anche da Ernest Hemingway.
Between the Wheels è stata inclusa nelle scalette per numerosi tour: R40 Live Tour, Snakes & Arrows Tour, R30: 30th Anniversary Tour, Power Windows Warm up Tour, Grace Under Pressure Tour ed è presente in vari album live, tra i quali R30: 30th Anniversary World Tour o Snakes & Arrows Live.

## Tracce
Il singolo pubblicato per il mercato statunitense contiene le seguenti tracce:
1. The Body Electric - 4:18 (Lee, Lifeson, Peart)
2. Between the Wheels - 5:43 (Lee, Lifeson, Peart) (lato B)

## Formazione
- Geddy Lee - basso elettrico, voce, tastiere, bass pedals
- Alex Lifeson - chitarra elettrica ed acustica
- Neil Peart - batteria e percussioni acustiche ed elettroniche